# Josef Zöhrer
Josef Zöhrer, slovenski dirigent, pedagog in skladatelj avstrijskega rodu, * 5. februar 1841, Dunaj, † 20. november 1916, Ljubljana.

## Življenje in delo
Leta 1860 je končal študij klavirja, violončela in kompozicije na dunajskem konservatoriju in začel nastopati kot pianist. Nato je bil nekaj let gledališki kapelnik v Trstu, od 1855-1883 učitelj na glasbeni šoli Filharmonične družbe v Ljubljani ter vodja njenega zbora, od 1883-1912 pa glasbeni ravnatelj družbe, katere je bil od 1895 tudi častni član. Redno je vodil simfonične koncerte in prvič v Ljubljani izvedel več del J. Brahmsa, A. Brusknerja, P.I. Čajkovskega in A.L. Dvořáka, leta 1902 tudi celotno Beethovnovo Deveto simfonijo. Nastopal je tudi kot klavirski spremljevalec na komornih koncertih. V Ljubljani so izvedli več njegovih komornih in simfoničnih skladb med drigimi tudi: Es muss sien (simfonična pesnitev, 1911) in Sekstet za godala v d-molu, op. 39 (1915). Večina njegovih del pa je ostala v rokopisu in je izgubljena.